# 경세대전
《경세대전》(經世大典)은 정식 명칭은 《황조경세대전》(皇朝经世大典)으로 원 왕조에서 편찬한 정치 서적이다. 
《경세대전》은 조세연과 우집이 편찬하였다. 원 문종 지순 2년(1331) 《당회요》와 《송회요》를 모방 참조하여 편찬하였다. 
이 책은 총 880권, 목록 12권, 부공첩(附公牍) 1권, 찬수통의(纂修通议) 1권으로 구성되어 있다. 전체 책은 열 가지 주제로 나뉘어 있는데 즉 제호(帝号), 제훈(帝训), 제제(帝制), 제계(帝系), 치전(治典), 부전(赋典), 예전(礼典), 정전(政典), 헌전(宪典), 공전(工典)으로 치전부터 공전까지의 여섯 전들은 또 약간의 과목으로 나뉘어 있다. 《원문류》(元文类)에 실린 우집의 《경세대전서록》(经世大典序录)은 매우 상세하다. 
명 왕조에서 《원사》의 지와 표, 열전의 외이전을 편찬함에 있어서 주로 《경세대전》을 근거로 삼았다. 그것은 또한 영락제 시절에 편찬된 《영락대전》에도 포함되었다. 그러나 《경세대전》의 원본은 흩어져 소실되었으며 일부 잔본만이 《영락대전》 속에 보존되어 있을 뿐이다. 
《영락대전》에 실리지 않은 《경세대전》의 내용을 수록하거나, 《영락대전》에 실린 《경세대전》 유문만을 추린 사본도 전해지고 있다. 대표적으로 《광창학궁총서》(广仓学窘丛书)에 실린 《대원마정기》(大元马政记), 《원대화소기》(元代画塑记), 《대원점계공물기》(大元毡罽工物记), 《대원관제잡기》(大元官制杂记), 《원고려기사》, 《해국도지》에 실린 《원경세대전도》(元经世大典图), 《원문류》에 실린 경세대전서록이다. 

## 같이 보기
- 경국대전

## 참조
- 중국역사사전